# Німб

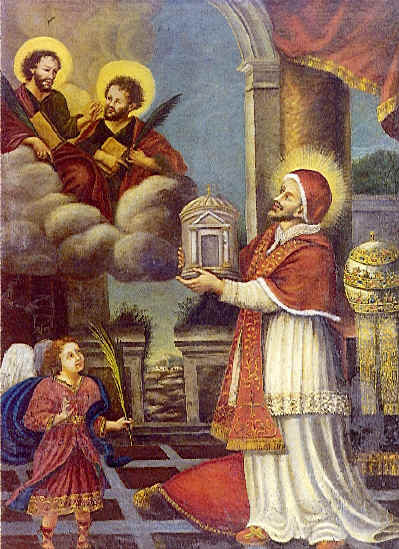
Папа Фелікс перед святими Кузьмою та Дем'яном, 1600-і роки

Німб (від лат. nimbus — «хмара»), гало, ореол — коло, круг або сяйво, що оточує голову особи в релігійному мистецтві. Слугує для вказівки на святість цієї особи.
Відомий в античності, починаючи з епохи еллінізму, де німбом виділялися постаті божеств, духів і героїв. У християнському мистецтві німб — дуже поширений атрибут при зображенні Христа, Богоматері, святих. У ісламському мистецтві, зокрема, мініатюрах, німб вживається в зображенні багатьох людей, не обов'язково святих. У візантійській традиції з німбом зображали царюючу особу.

## Походження німба
Найраніші згадки сяйва, що оточує героїв і царів, наявні в шумерській літературі, де таке сяйво називалося «мелам». Крім того сяйво приписувалося найвидатнішим храмам і символам богів. Гомер згадував сяйво, що оточує героїв у битві. В давньоримському мистецтві промені оточували голови багатьох містичних істот: божеств, демонів, сфінкса, та імператорів.
Щодо походження німба в європейській культурі існують різні думки. За однією, цей іконографічний символ божественності походить від меніска (μηνίσκος) — металевого круга, яким греки прикривали виставлені на відкритому повітрі статуї для захисту їх від негоди і пташиного посліду. Інша версія походження німба знаходить її в щитах, які зазвичай підвішували на спину людям, що удостоїлися тріумфу. Третя позиція — що німб спочатку з'явився як атрибут в зображеннях божеств, які символізували небесні світила, і вже потім став приналежністю не тільки всіх взагалі богів-олімпійців, а й тих смертних, які взяті до них чи гідні потрапити на небо.
Найімовірніше, що німб зобов'язаний своїм утвердженням ще й народному віруванню греків, які уявляли собі, що тіло богів, коли вони постають в людському образі, випромінює сліпучий блиск і буває оточене сяйливою хмарою, часткою ефіру, в якому перебувають боги. Таке уявлення про богів, з ранніх часів засвоєне грецькою поезією, згодом було перенесено з неї в образні мистецтва, головним чином у живопис. Оскільки в картинах складної композиції зображати богів цілком оточеними подібним сяйвом було важко, художники стали задовольнятися його умовним позначення тільки навколо голів. Так само можна пояснити походження інших атрибутів божественності, що вживаються в мистецтві, як ореол, променистий вінець та мандорла. Дослідження грецького мистецтва доводить, що німб з'явився в ньому не раніше епохи Олександра Македонського.

## Німб в католицькій і православній традиції
У християнському мистецтві німб відомий з III століття. У творах західної (католицької) та східної (православної) традиції можна побачити різне зображення німба: на Заході німб дається в ракурсі, це диск або кільце над головою (аналог вінця або корони), що даються святому згори як нагорода за праведність; на Сході німб — коло сяйва, ознака наділення благодаттю.
Буває різної форми (круглий, трикутний, шестикутний тощо) і різного кольору. Найпоширеніший — круглий, що надається передусім Христу та святим. На рельєфних зображеннях німб виступає над фоном. У католицькій скульптурі німб часто має форму обруча над головою особи. Круглий німб з вписаним в нього хрестом (хрещатий німб) — атрибут, який присвоюється тільки зображенням Христа.

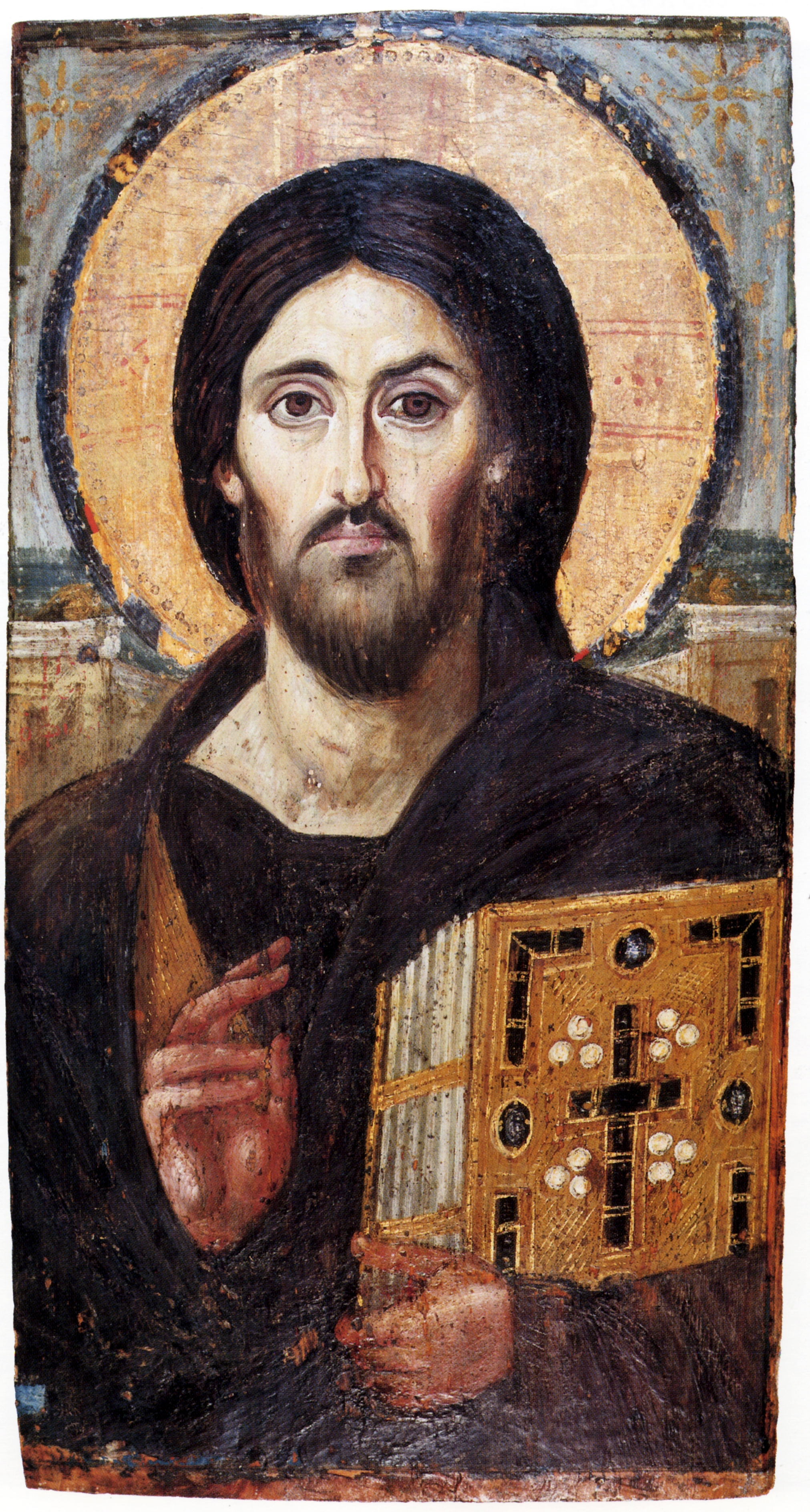
Хрещатий німб (ікона Спаса Вседержителя з монастиря Святої Катерини, Синай, VI ст.
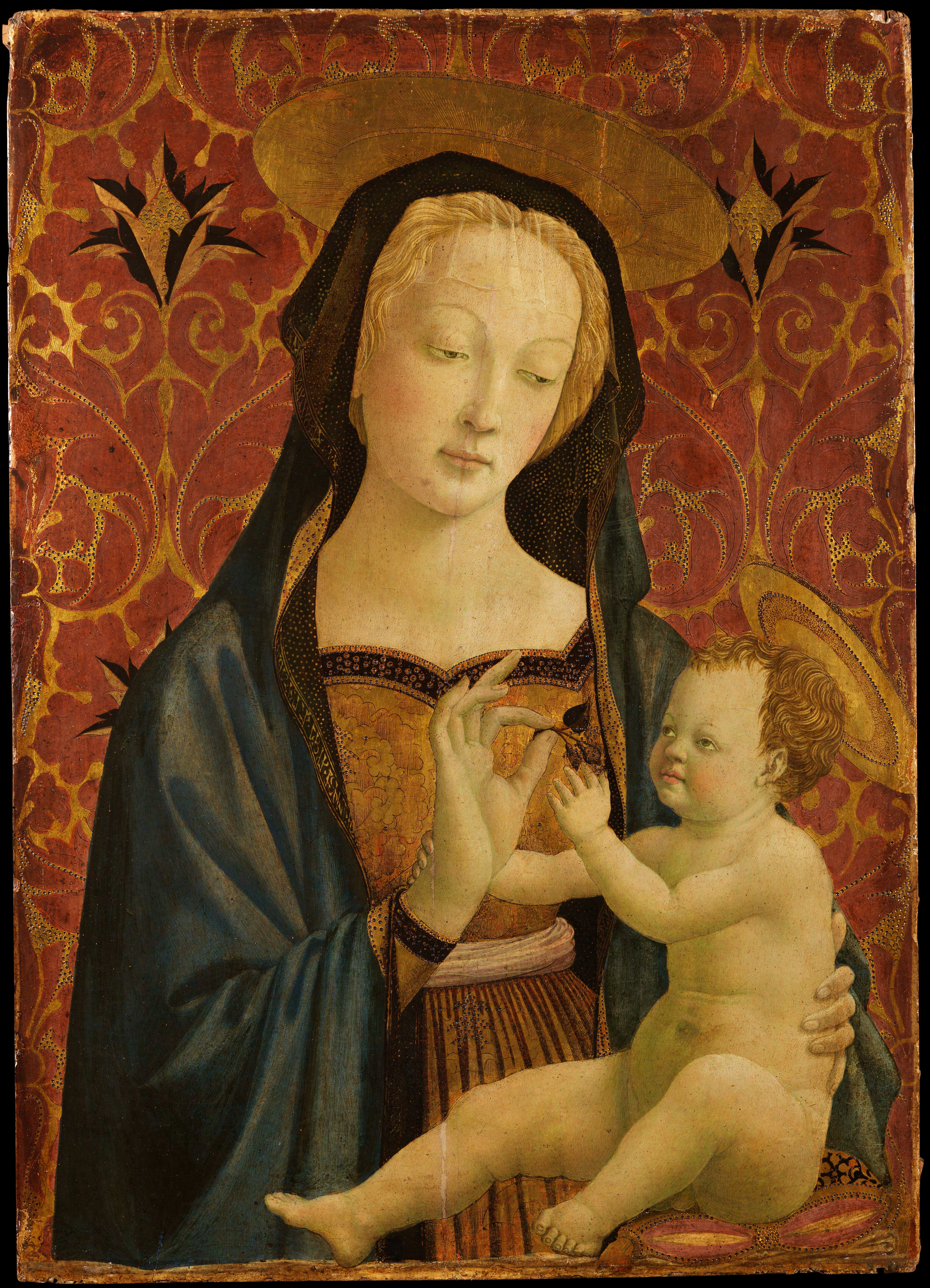
Німб в західному мистецтві. Мадонна з Немовлям. Доменіко Венеціано.
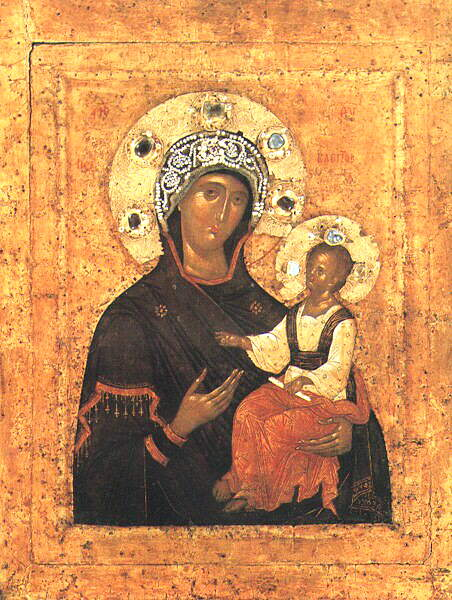
Німб в східнохристиянському мистецтві. Ікона Богородиці з Немовлям Перівлепта. Візантія. Друга половина XIV ст.

## Німб в індуїзмі та буддизмі
Німб в азійській культурі вперше з'явився в Індії і на Далекому Сході. Там він іноді означає духовну силу, на відміну від світської влади, представленої короною. Німб може бути блакитним, жовтим або веселковим.

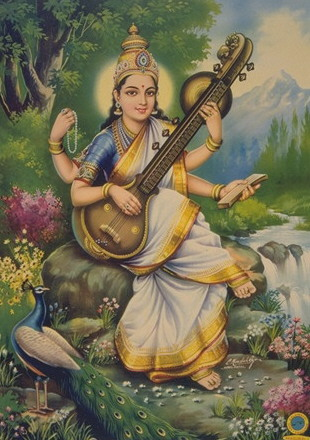
Сарасваті богиня мудрості, знання, дружина Брахми.
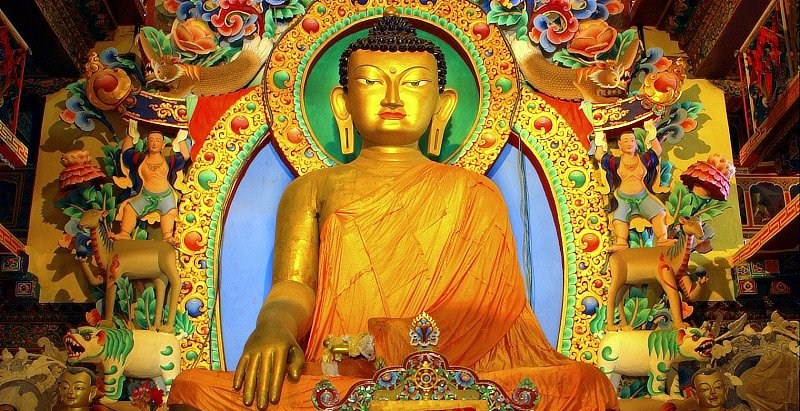
Будда. Індія
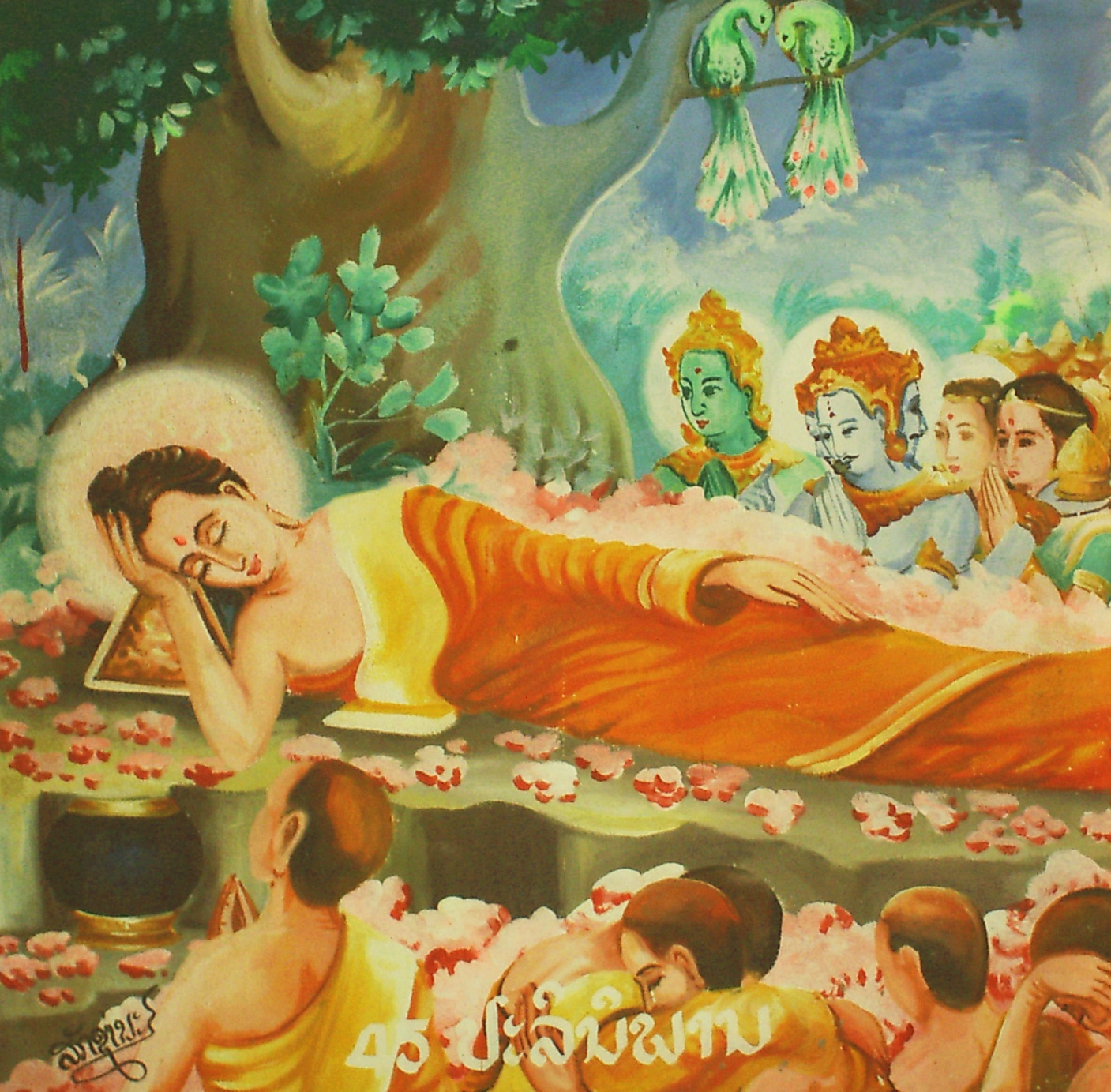
Парінірва́на
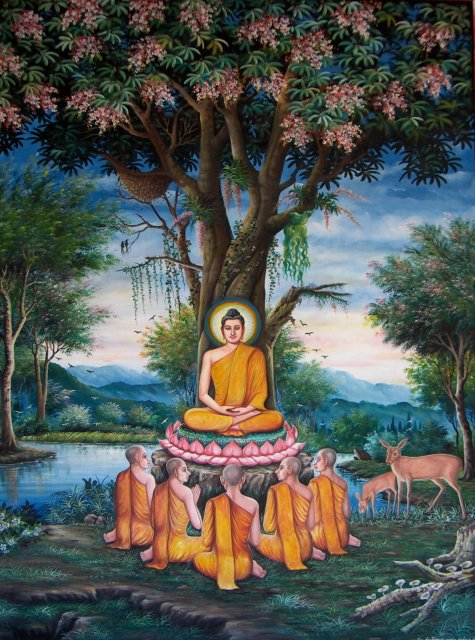
Проповідь в Дір-Парк
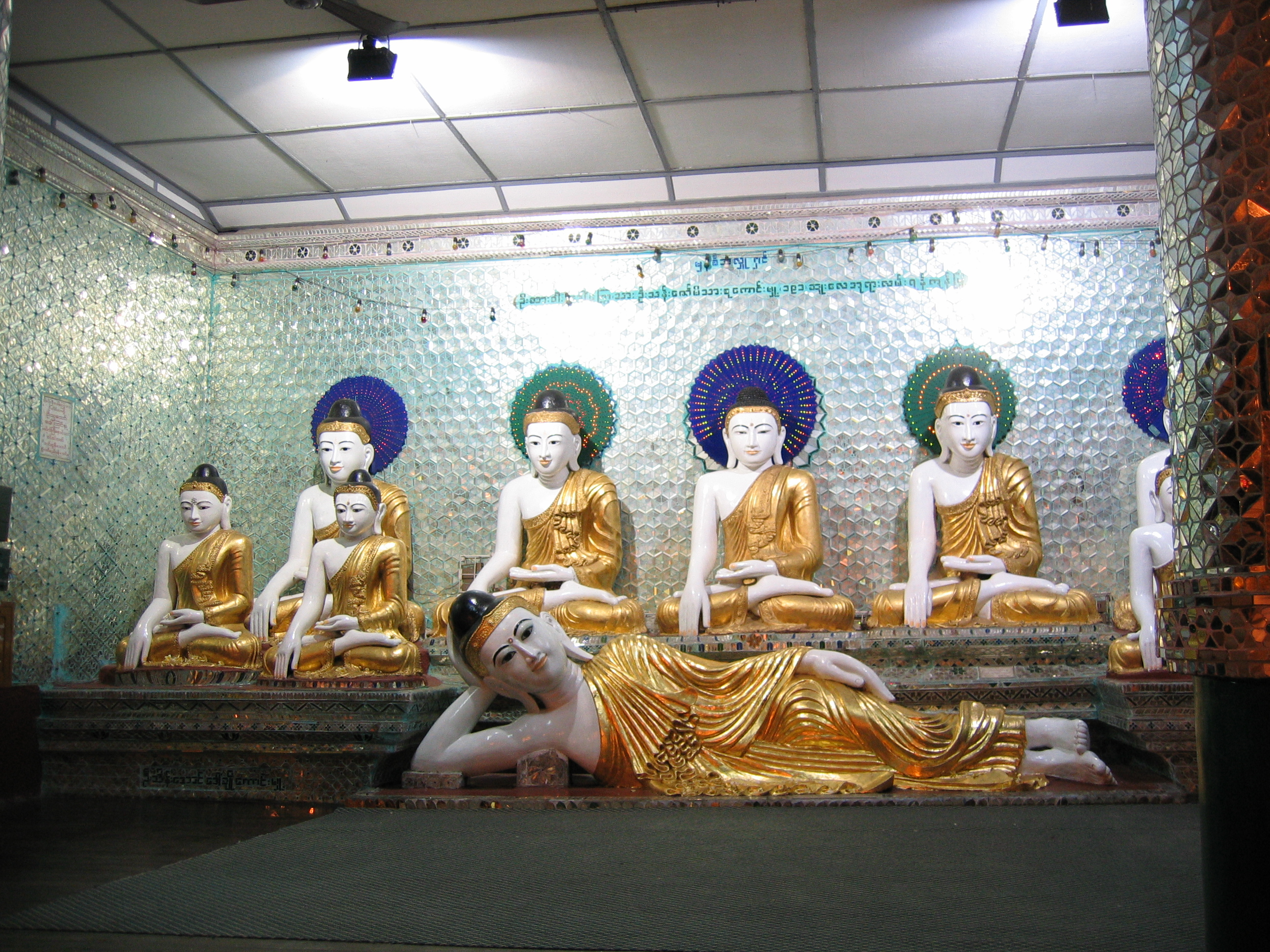
Сведагон